# 爪鲵
爪鲵（学名：Onychodactylus fischeri）为小鲵科爪鲵属的两栖动物，俗名水蛇子。在中国大陆，分布于辽宁、吉林等地，常栖息于石块较多的山间溪流。其生存的海拔下限为 1000米。该物种的模式产地在俄罗斯哈巴罗夫斯克。